# Рудники (Опатовський повіт)
Рудники (пол. Rudniki) — село в Польщі, у гміні Бацьковиці Опатовського повіту Свентокшиського воєводства.
Населення — 170 осіб (2011).
У 1975-1998 роках село належало до Тарнобжезького воєводства.

## Демографія
Демографічна структура на день 31 березня 2011 року:
|          | Загалом | Допрацездатний вік | Працездатний вік | Постпрацездатний вік |
| -------- | ------- | ------------------ | ---------------- | -------------------- |
| Чоловіки | 84      | 14                 | 61               | 9                    |
| Жінки    | 86      | 13                 | 43               | 30                   |
| Разом    | 170     | 27                 | 104              | 39                   |